# Jozo Radoš
Jozo Radoš, hrvaški politik, * 1956, Seonica, SR BiH, SFRJ (danes Bosna in Hercegovina).
Politično je levosredinsko orientiran. Med letoma 2000 in 2002 je bil minister za obrambo Republike Hrvaške v vladi Ivice Račana, 2011-14 poslanec u Hrvaškem saboru.